# Thomas Hoffelner
Thomas Hoffelner (* 14. Februar 1980) ist ein ehemaliger österreichischer Fußballspieler.

## Karriere
Hoffelner begann seine Karriere beim SV Deutsch Goritz. Zur Saison 1995/96 wechselte er zum AC Linden Leibnitz. Zur Saison 1996/97 schloss er sich dem Zweitligisten SV Flavia Solva an. Im August 1996 debütierte er in der 2. Division, als er am vierten Spieltag jener Saison gegen den SV Stockerau in der 65. Minute für Horst Zangl eingewechselt wurde. Bis Saisonende kam er zu zehn Zweitligaeinsätzen, mit dem Verein musste er zu Saisonende allerdings aus der 2. Division absteigen. 1997 kehrte er zu Deutsch Goritz zurück.